# LIVRSIDE
LIVRSIDE(리버사이드)는 대한민국의 힙합 크루다. 2021년 9월 3일에 해체했다.

## 음반
- FIRST COMPILATION (2021)
- 놀러 (2021)[1]